# Markus López
Markus López Winkler (ur. 17 czerwca 1972 w mieście Meksyk) - były meksykański piłkarz występujący najczęściej na pozycji pomocnika lub obrońcy.

## Kariera klubowa
López jest wychowankiem Querétaro, w którego barwach zadebiutował 16 sierpnia 1992 w spotkaniu z Cruz Azul (2:1). Swoją pierwszą bramkę w tym zespole zdobył za to 12 lutego 1994 przeciwko Tigres UANL (3:1). Przez swój pobyt w Querétaro dość regularnie występował w drużynie - w sumie 50 razy na 76 możliwych. W latach 1994–1998 był piłkarzem Tecos. Następnie zaliczył również występy w Necaxie (z którą grał w Klubowych Mistrzostwach Świata 2000), Américe, Puebli i Cruz Azul. W latach 2002–2004 López pozostawał bez klubu, jednak rękę wyciągnął do niego jego pierwszy klub - Querétaro. Swój ostatni mecz w profesjonalnym futbolu rozegrał 15 maja 2004 przeciwko Jaguares, w którym spędził na boisku pełne 90 minut i został ukarany żółtą kartką. Po sezonie Clausura 2004 zakończył karierę.

## Kariera reprezentacyjna
W barwach reprezentacji Meksyku po raz pierwszy wystąpił w wieku 23 lat, będąc zawodnikiem Tecos UAG. Znalazł się w składzie "El Tri" na Puchar Konfederacji 1997, w którym pojawił się na boisku tylko w spotkaniu z Arabią Saudyjską (5:0). W barwach kadry narodowej rozegrał ogółem 10 meczów, nie zdobywając gola.